# دیوید برین
دیوید برین (به انگلیسی: David Brin) زادهٔ ۶ اکتبر ۱۹۵۰، یک نویسندهٔ داستان‌های علمی-تخیلی است که توانست جایزه‌های هوگو، لوکس، نبولا و کمبل را از آن خود کند. در ۱۹۷۷ فیلمی از روی رمان پستچی او ساخته شد که کوین کاستنر در آن بازی کرده بود. رمان جامعه شفاف او برندهٔ جایزهٔ آزادی بیان شد.

## زندگی
برین در ۱۹۵۰ در گلندیل، کالیفرنیا در خانواده ای یهودی به دنیا آمد. او در زمینهٔ اخترشناسی در مؤسسه فناوری کالیفرنیا تحصیل کرد و مدرک کارشناسی ارشد فیزیک کاربردی خود را از دانشگاه کالیفرنیا، سن دیگو دریافت کرد. برین در ۱۹۸۱ توانست در زمینهٔ علوم فضا به درجهٔ دکترا برسد. پس از آن نیز از ۱۹۸۳ تا ۱۹۸۶ به عنوان پژوهشگر فوق دکترا در دانشگاه کالیفرنیا، سن دیگو مشغول به کار بود.